# Championnat d'Amérique du Nord féminin de volley-ball des moins de 18 ans 2008
Navigation
Édition précédente Édition suivante
Le 6e Championnat d'Amérique du Nord de volley-ball féminin des moins de 18 ans s'est déroulé du 5 juillet 2008 au 10 juillet 2008 à Guaynabo, Porto Rico. Il a mis aux prises les sept meilleures équipes continentales.

## Équipes présentes
| - République dominicaine - Mexique - États-Unis - Trinité-et-Tobago | - Porto Rico - Costa Rica - Îles Vierges des États-Unis |

## Compétition

### Tour préliminaire

#### Composition des poules
| Poule A                       | Poule B                                                                         |
| ----------------------------- | ------------------------------------------------------------------------------- |
| Porto Rico Costa Rica Mexique | Trinité-et-Tobago Îles Vierges des États-Unis République dominicaine États-Unis |

#### Poule A
| # | Équipe     | Pts | J | G | P | Sp | Sc | Ratio | Pp  | Pc  | Ratio |
| - | ---------- | --- | - | - | - | -- | -- | ----- | --- | --- | ----- |
| 1 | Mexique    | 4   | 2 | 2 | 0 | 6  | 1  | 6     | 168 | 102 | 1.647 |
| 2 | Porto Rico | 3   | 2 | 1 | 1 | 4  | 3  | 1.333 | 141 | 142 | 0.993 |
| 3 | Costa Rica | 0   | 2 | 0 | 2 | 0  | 6  | 0     | 85  | 150 | 0.567 |

#### Poule B
| # | Équipe                      | Pts | J | G | P | Sp | Sc | Ratio | Pp  | Pc  | Ratio |
| - | --------------------------- | --- | - | - | - | -- | -- | ----- | --- | --- | ----- |
| 1 | États-Unis                  | 6   | 3 | 3 | 0 | 9  | 0  | MAX   | 225 | 102 | 2.206 |
| 2 | République dominicaine      | 5   | 3 | 2 | 1 | 6  | 3  | 2     | 204 | 109 | 1.872 |
| 3 | Trinité-et-Tobago           | 4   | 3 | 1 | 2 | 3  | 7  | 0.429 | 139 | 214 | 0.65  |
| 3 | Îles Vierges des États-Unis | 3   | 3 | 0 | 3 | 1  | 9  | 0.111 | 103 | 246 | 0.419 |

### Phase de classement

#### Classement 1-4
|  | Quarts de finale                  | Quarts de finale            |                             |                             | Demi-finales                      | Demi-finales                      |  |  | Finale                      | Finale                      |
|  | Quarts de finale                  | Quarts de finale            |                             |                             | Demi-finales                      | Demi-finales                      |  |  | Finale                      | Finale                      |
|  |                                   |                             |                             |                             |                                   |                                   |  |  |                             |                             |
|  | 08.07.08, 25-14 25-15 25-13       | 08.07.08, 25-14 25-15 25-13 |                             |                             | 09.07.08, 20-25 25-21 25-19 26-24 | 09.07.08, 20-25 25-21 25-19 26-24 |  |  | 10.07.08, 17-25 14-25 20-25 | 10.07.08, 17-25 14-25 20-25 |
|  | 08.07.08, 25-14 25-15 25-13       | 08.07.08, 25-14 25-15 25-13 |                             |                             | 09.07.08, 20-25 25-21 25-19 26-24 | 09.07.08, 20-25 25-21 25-19 26-24 |  |  | 10.07.08, 17-25 14-25 20-25 | 10.07.08, 17-25 14-25 20-25 |
|  | 08.07.08, 25-14 25-15 25-13       | 08.07.08, 25-14 25-15 25-13 | Mexique                     | 3                           |                                   |                                   |  |  | 10.07.08, 17-25 14-25 20-25 | 10.07.08, 17-25 14-25 20-25 |
|  | République dominicaine            | 3                           | Mexique                     | 3                           |                                   |                                   |  |  | 10.07.08, 17-25 14-25 20-25 | 10.07.08, 17-25 14-25 20-25 |
|  | République dominicaine            | 3                           | République dominicaine      | 1                           |                                   |                                   |  |  | 10.07.08, 17-25 14-25 20-25 | 10.07.08, 17-25 14-25 20-25 |
|  | Costa Rica                        | 0                           | République dominicaine      | 1                           |                                   |                                   |  |  | 10.07.08, 17-25 14-25 20-25 | 10.07.08, 17-25 14-25 20-25 |
|  | Costa Rica                        | 0                           | 09.07.08, 20-25 14-25 20-25 | 09.07.08, 20-25 14-25 20-25 | Mexique                           | 0                                 |  |  |                             |                             |
|  | 08.07.08, 25-12 25-12 25-18       |                             | 09.07.08, 20-25 14-25 20-25 | 09.07.08, 20-25 14-25 20-25 | Mexique                           | 0                                 |  |  |                             |                             |
|  |                                   | États-Unis                  | 09.07.08, 20-25 14-25 20-25 | 09.07.08, 20-25 14-25 20-25 | 3                                 |                                   |  |  |                             |                             |
|  | Porto Rico                        | États-Unis                  | 09.07.08, 20-25 14-25 20-25 | 09.07.08, 20-25 14-25 20-25 | 3                                 | 3                                 |  |  |                             |                             |
|  | Porto Rico                        | Porto Rico                  | 0                           |                             |                                   | 3                                 |  |  |                             |                             |
|  | Trinité-et-Tobago                 | Porto Rico                  | 0                           | 0                           |                                   |                                   |  |  |                             |                             |
|  | Trinité-et-Tobago                 | États-Unis                  | 3                           | 0                           |                                   |                                   |  |  |                             |                             |
|  |                                   | États-Unis                  | 3                           | Match pour la 3e place      |                                   |                                   |  |  |                             |                             |
|  |                                   |                             |                             |                             |                                   |                                   |  |  |                             |                             |
|  | 10.07.08, 25-12 22-25 25-14 25-23 |                             |                             |                             |                                   |                                   |  |  |                             |                             |
|  |                                   |                             |                             |                             |                                   |                                   |  |  |                             |                             |
|  | République dominicaine            | 3                           |                             |                             |                                   |                                   |  |  |                             |                             |
|  | République dominicaine            | 3                           |                             |                             |                                   |                                   |  |  |                             |                             |
|  | Porto Rico                        | 1                           |                             |                             |                                   |                                   |  |  |                             |                             |
|  | Porto Rico                        | 1                           |                             |                             |                                   |                                   |  |  |                             |                             |

## Classement final
| Place              | Équipe                      |
| ------------------ | --------------------------- |
| Médaille d'or      | États-Unis                  |
| Médaille d'argent  | Mexique                     |
| Médaille de bronze | République dominicaine      |
| 4                  | Porto Rico                  |
| 5                  | Costa Rica                  |
| 6                  | Trinité-et-Tobago           |
| 7                  | Îles Vierges des États-Unis |

## Distinctions individuelles
- MVP :
- Meilleur marqueuse :
- Meilleur attaquante :
- Meilleur contreuse :
- Meilleur serveuse :
- Meilleur passeuse :
- Meilleur défenseuse :
- Meilleur réceptionneuse :
- Meilleur libero :